# تری‌سیکلوبوتابنزن
تری‌سیکلوبوتابنزن (به انگلیسی: Tricyclobutabenzene) با فرمول شیمیایی C۱۲H۱۲ یک ترکیب شیمیایی با شناسه پاب‌کم ۱۴۳۶۹۸ است. که جرم مولی آن ۱۵۶٫۲۲ g/mol می‌باشد. 